# Finn M. Jensen
Finn M. Jensen (født 15. november 1952) er en dansk fodboldtræner, der senest var træner for Gørslev IF. 

## Spillerkarriere
Som spiller spillede han 86 ligakampe og 11 Toto Cup-kampe for Holbæk B&I, med hvem han i 1975 opnåede en andenplads i 1. division. Siden skiftede han til Herfølge Boldklub, hvor han spillede 318 førsteholdskampe.

## Trænerkarriere
Som træner startede han i Ringsted IF, men han kom senere til bl.a. Herfølge Boldklub og Slagelse B&I. Derudover har han i flere omgange fungeret som assistent for Jørgen E. Larsen i både Qatar og Malaysia. Fra 2012 til 2016 var han træner for Vindinge IF.